# Kanton Harnes
Kanton Harnes (francouzsky Canton d'Harnes) je francouzský kanton v departementu Pas-de-Calais v regionu Hauts-de-France. Tvoří ho šest obcí. Před reformou kantonů 2014 ho tvořily tři obce.

## Obce kantonu
od roku 2015:
- Billy-Montigny
- Bois-Bernard
- Fouquières-lès-Lens
- Harnes
- Noyelles-sous-Lens
- Rouvroy

před rokem 2015:
- Estevelles
- Harnes
- Pont-à-Vendin